# DIN 66272
In der DIN 66272 waren Qualitätsmerkmale für Software festgelegt. Die Norm wurde im Mai 2006 durch das DIN ersatzlos zurückgezogen.
Die sechs Hauptqualitätsmerkmale sind: Funktionalität, Zuverlässigkeit, Benutzbarkeit, Effizienz, Änderbarkeit, Übertragbarkeit. Diese entsprechen den Hauptmerkmalen der Softwarequalität nach ISO/IEC 9126.
Funktionalität
Dieses Qualitätsmerkmal gibt wieder, ob alle geforderten Funktionen implementiert und ausführbar sind.
Zuverlässigkeit
Die Zuverlässigkeit bewertet die Verfügbarkeit und die Korrektheit der Software. Sie wird anhand von vordefinierten Testmustern bestimmt.
Benutzbarkeit
Die Benutzbarkeit (englisch usability) steht für die Benutzerfreundlichkeit. Wie lässt sich das Programm bedienen? Wie leicht lässt sich die Software erlernen? Wie wird auf Fehleingaben reagiert? Um den Schulungsaufwand möglichst gering zu halten, wird meist eine intuitive Benutzbarkeit angestrebt.
Effizienz
Die Effizienz drückt das zeitliche Verhalten bei Anfragen und Bearbeitungen sowie den Ressourcenverbrauch in Hinblick auf Speicherkapazität und Systemanforderungen aus.
Änderbarkeit
Aufwand zur Ausführung von Verbesserungen, zur Fehlerbeseitigung oder Anpassung an Umgebungsänderungen.
Übertragbarkeit
Dieses Merkmal drückt aus, ob die Software auch auf anderen Systemen (Hard- und Software) einsetzbar ist.